# Saperda tridentata
Saperda tridentata är en skalbaggsart som beskrevs av Olivier 1795. Saperda tridentata ingår i släktet Saperda och familjen långhorningar. Inga underarter finns listade i Catalogue of Life.